# IText
iText — библиотека классов для генерации, анализа и изменения документов в форматах Portable Document Format (PDF), а также XML, HTML и RTF.
Начиная с версии 5 библиотека имеет двойную лицензию — AGPL (вынуждающую предоставлять пользователям полный исходный текст приложения) либо коммерческую. Однако исходный текст версии 4.2 доступен под лицензией MPL/LGPL

## Использующие iText программы
Библиотека используется во многих проектах. Существует порт под платформу .NET Framework.
- PDFtk
- PDF Forms Designer